# Paulo Alvim
Paulo de Tarso Alvim Carneiro (Ubá, 23 de fevereiro de 1919 — Ilhéus, 18 de fevereiro de 2011) foi um engenheiro agrônomo, pesquisador e professor universitário brasileiro.
Comendador e Grã-cruz da Ordem Nacional do Mérito Científico, era membro titular da Academia Brasileira de Ciências. Cientista de renome internacional, realizou as seguintes pesquisas: fisiologia vegetal aplicada à agricultura; estudo dos fatores ecofisiológicos que determinam a produtividade das plantas, especialmente cultivos tropicais como cacau e café e essências florestais; sistemas de produção agrícola para regiões tropicais úmidas (especialmente Amazônia e Mata Atlântica).

## Biografia
Paulo nasceu na cidade mineira de Ubá, em 1919. Era filho de Francisco Alvim Carneiro e Alayde Brandão Alvim, mais conhecida em Ubá como Dona Neném Alvim. Passou sua infância e adolescência em sua cidade natal, onde fez seus cursos primário e secundário no Colégio Brasileiro e no Ginásio Mineiro Raul Soares, respectivamente. Seu pai morreu quando tinha apenas 2 anos, assim a educação de Paulo e seus três irmãos mais velhos - Maria José, José Geraldo e Lygia Vicentina - ficou sob a responsabilidade de sua mãe, que foi costureira por muitos anos. Quando sua irmã Lygia faleceu prematuramente aos 29 anos, seus quatro filhos, sendo o mais velho com cinco anos e o menor com três meses, foram acolhidos por Dona Neném.
Em 1937, Paulo prestou o vestibular para o curso de agronomia na Escola Superior de Agricultura e Veterinária do Estado de Minas Gerais (ESAV), hoje Universidade Federal de Viçosa (UFV), onde passou em 3º lugar entre 130 candidatos. Em dezembro de 1940, Paulo se formou engenheiro agrônomo e foi então convidado para ser Professor Assistente de Botânica em sua faculdade. Com o apoio do agrônomo Octávio de Almeida Drumond, Paulo ministrou em 1943 o primeiro curso de Fisiologia Vegetal oferecido no Brasil para estudantes de Agronomia.
Por indicação da própria ESAV, em 1945, Paulo recebeu uma bolsa de estudos do “International Institute of Education” para fazer uma pós-graduação na Universidade Cornell, nos Estados Unidos. Em 1948, obteve o título de PhD em Fisiologia Vegetal com tese sobre o tema “Studies on the mechanism of stomatal behavior”. De volta ao Brasil, começou a trabalhar com fisiologia de plantas cultivadas e sobre a ecologia dos cerrados, onde demonstrou a íntima relação entre esse tipo de vegetação e as características químicas do solo, contribuindo para as técnicas de manejo do solo e expansão da agricultura em tal bioma.
Em 1949, por ocasião do 2º Congresso Sul-Americano de Botânica, em Tucumán, Argentina, coordenou o movimento que resultou na criação da Sociedade Botânica do Brasil.

## Pesquisa
Suas atividades de pesquisador estão relacionadas principalmente com a fisiologia vegetal aplicada à agricultura, mais especificamente aos fatores ecofisiológicos que determinam a produtividade das plantas, com atenção especial a cultivos tropicais, como cacau e café. Inventou o primeiro porômetro portátil para o estudo da abertura dos estômatos em condições de campo, o que é fundamental para o estudo das relações água/planta. Seu invento é conhecido como Porômetro de Alvim. Ainda na área das relações água/planta, aperfeiçoou o método tradicional de infiltração para avaliar o grau de abertura dos estômatos, tornando-o mais preciso.
Demonstrou pela primeira vez, experimentalmente, que várias plantas tropicais necessitam de um "choque" de desidratação-hidratação (seqüência de período seco para um período úmido) para abrirem suas flores ou renovarem sua folhagem. Chamou o fenômeno de "hidroperiodismo". Inventou ainda um tipo de dendrômetro simples, utilizado não apenas para medir o crescimento em diâmetro das árvores, mas também para avaliar o grau de desidratação das plantas e determinar, ou não, o de irrigações. Decorreram de seus trabalhos as primeiras indicações sobre a possibilidade de se utilizar o solo do cerrado para fins agrícolas, utilizando-se fertilizantes e corretivos, o que é hoje uma realidade da agricultura brasileira. Na última década, conduziu uma série de trabalhos sobre problemas ecológicos e agrícolas da região amazônica. À frente do planejamento técnico-científico da Comissão Executiva do Plano da Lavoura Cacaueira - CEPLAC, foi o principal responsável pela organização e implantação dos departamentos técnicos da instituição, de maneira especial do Centro de Pesquisas do Cacau-CEPEC.
Foi diretor técnico-científico da CEPLAC por quase 25 anos e durante esse período a produção brasileira de cacau registrou o maior aumento de sua história e a produtividade média das fazendas baianas aumentou 60%. Na literatura botânica, foi homenageado com a descrição de 3 novos gêneros e 7 novas espécies da região cacaueira. Entre 1985 e 2011 foi membro da Academia Brasileira de Ciências. Em 1950 participou da fundação da Sociedade Botânica do Brasil, foi o primeiro presidente da Sociedade Latino-Americana de Fisiologia Vegetal e foi conselheiro da Sociedade Brasileira para o Progresso da Ciência. Membro da Sociedade Brasileira de Fisiologia Vegetal, American Society of Plant Physiologists, Sociedade Latino-Americana de Fisiologia Vegetal, American Society of Agronomy, International Society of Tropical Biology, American Association for the Advancement of Science, Sociedade Honorária Sigma Xi e Sociedade Honorária Phi Kappa. Presidiu a Fundação Pau Brasil, organização não governamental com sede nas dependências da CEPLAC e dedicada a atividades conservacionistas e a estudos sobre agricultura sustentável e diversificação agropecuária na região cacaueira da Bahia.

## Morte
Paulo morreu em sua casa, em Ilhéus, em 18 de fevereiro de 2011, aos 91 anos, em decorrência de problemas renais. Ele foi velado na Loja Maçônica Regeneração Sul Bahiano e foi sepultado no Cemitério da Vitória, também em Ilhéus.

## Distinções
- Diploma de Honra ao Mérito - Sociedade Argentina de Fisiologia Vegetal - 1978
- Diploma de Honra ao Mérito - Instituto Nacional de Pesquisas da Amazônia - 1978
- Pesquisador emérito - Instituto Interamericano de Ciências Agrícolas - 1979

## Homenagens
- Gold Award - Aliança dos Países Produtores de Cacau - Out/2002

### Medalhas
- Medalha da Ordem do Mérito da Bahia
- Medalha Jubileu de Prata - Sociedade Brasileira para o Progresso da Ciência - 1973
- Medalha do Mérito Agronômico do Brasil - Federação de Engenheiros Agrônomos do Brasil - 1973
- Medalha Agrícola Interamericana - Instituto Interamericano de Ciências Agrícolas - 1979
- Medalha da Ordem do Mérito do Ex-aluno - Universidade Federal de Viçosa - 1980

### Prêmios
- Prêmio "Frederico de Menezes Veiga" - Empresa Brasileira de Pesquisas Agropecuárias - 1973
- Prêmio Agricultura de Hoje - Editora Bloch - 1976
- Prêmio Álvaro Alberto de Ciência e Tecnologia - Governo Brasileiro - 1995
- Prêmio Internacional de Ciências "Bernardo A. Houssay" - Organização dos Estados Americanos - 1995

### Títulos Honoríficos
- Doutor honoris causa - Universidade Federal da Bahia - 1985

## Publicações selecionadas
- ALVIM, PAULO DE T. 1960. Moisture stress as a requirement for flowering of coffee. Science., vol. 32, no. 3423, p. 354.
- ALVIM, PAULO DE T. 1964. Tree growth periodicity in tropical climates. In ZIMERMAN, A. H. Formation of Wood in Forest Trees., New York:Academic Press., p. 479-495.
- ALVIM, PAULO DE T. 1975. A new dendrometer for monitoring cambium activity and changes in the internal water status of plants. Turrialba., vol. 25, p. 445-447.
- ALVIM, PAULO DE T. and KOSLOWSKI, T. T. 1977. Ecophysiology of Tropical Plants. Edited by ALVIM, PAULO DE T. and KOSLOWSKI, T. T. New York:Academic Press, 502 p.
- ALVIM, PAULO DE T. 1977. The balance between conservation and utilization in the humid tropics with special reference to Amazonian Brasil. In Extinction is Forever., p. 347-352.
- ALVIM, PAULO DE T. 1999. In WORKSHOP ON TROPICAL SOILS. ACADEMIA BRASILEIRA DE CIÊNCIAS., 1992, Rio de Janeiro. Soils of the humid tropics and their sustainable use., 192 p.[8]